# OSCAR
OSCAR je protokol pro rychlé zasílání ICQ zpráv (tzv. instant messaging) firmy AOL a zkratka znamená: Open System for CommunicAtion in Realtime (otevřený systém pro komunikaci v reálném čase). V současnosti používá OSCAR firma AOL ve svých dvou systémech: ICQ a AIM.
Přestože má ve svém jméně název otevřený, nebylo tomu tak vždy. AOL nechtělo, aby Microsoft, Jabber nebo Cerulean Studios udělali svého multiprotokolového klienta a obešli tak jejich klienta. [zdroj?]V roce 2002 AOL podepsala smlouvu s Apple Computer dovolující jim použít jejich zdrojové kódy ve svém programu iChat. Dovoluje to tedy uživatelům iChatu komunikovat s ICQ a AIM uživateli přímo.
Velká část protokolu je dnes pochopena pouze díky reverznímu inženýrství.
6. března 2006 AOL uvolnil své AIM SDK a spustil webové stránky zabývající se tímto vývojem. Dovoluje vývojářům používat AOL plugin AIM Triton, který se připojuje přes protokol OSCAR. O protokolu však stále neuvolnili žádné informace.
5. března 2008 AOL vydalo dokumentaci protokolu OSCAR.

## Implementace protokolu
| Programovací jazyk | Implementatace                                           |
| ------------------ | -------------------------------------------------------- |
| C                  | libpurple GnomeICU                                       |
| C#                 | NOscar nebo Icq#                                         |
| C# 2.0             | OscarLib                                                 |
| Delphi             | TOSCARClient Archivováno 16. 5. 2007 na Wayback Machine. |
| Java               | joscar Instant Messenger Lib daim[nedostupný zdroj]      |
| OCaml              | mlOscar                                                  |
| Perl               | Net::Oscar                                               |